# Montpelier (Dakota del Norte)
Montpelier es una ciudad ubicada en el condado de Stutsman en el estado estadounidense de Dakota del Norte. En el censo de 2010 tenía una población de 87 habitantes y una densidad poblacional de 186,62 personas por km².

## Geografía
Montpelier se encuentra ubicada en las coordenadas 46°41′56″N 98°35′21″O / 46.69889, -98.58917. Según la Oficina del Censo de los Estados Unidos, Montpelier tiene una superficie total de 0.47 km², de la cual 0.47 km² corresponden a tierra firme y (0%) 0 km² es agua.

## Demografía
Según el censo de 2010, había 87 personas residiendo en Montpelier. La densidad de población era de 186,62 hab./km². De los 87 habitantes, Montpelier estaba compuesto por el 100% blancos, el 0% eran afroamericanos, el 0% eran amerindios, el 0% eran asiáticos, el 0% eran isleños del Pacífico, el 0% eran de otras razas y el 0% pertenecían a dos o más razas. Del total de la población el 0% eran hispanos o latinos de cualquier raza.